# Meridianville (Alabama)
Meridianville é uma Região censo-designada localizada no estado americano de Alabama, no Condado de Madison.

## Demografia
Segundo o censo americano de 2000, a sua população era de 4117 habitantes.

## Geografia
De acordo com o United States Census Bureau, a localidade tem uma área de 40,5 km², sem área coberta por água. Meridianville localiza-se a aproximadamente 228 m acima do nível do mar.

## Localidades na vizinhança
O diagrama seguinte representa as localidades num raio de 24 km ao redor de Meridianville.